# 2023 UEFA 챔피언스리그 결승전
2023 UEFA 챔피언스리그 결승전은 UEFA 챔피언스리그의 68번째 결승전이자 현재의 대회명으로 개명 후 31번째 결승 경기이다. 2023년 6월 10일 튀르키예 이스탄불의 아타튀르크 올림픽 경기장에서 잉글랜드의 맨체스터 시티와 이탈리아의 인테르나치오날레가 경합한다.
결승전은 당초 영국 런던의 웸블리 스타디움에서 열릴 예정이었다. 그러나 유럽의 코로-19 대유행으로 인해 2020년 결승전의 연기 및 재배치로 인해 후속 결승전의 예정된 개최지가 1년 뒤로 옮겨져 뮌헨의 알리안츠 아레나가 2023년 결승전으로 지정되었다. 이스탄불에서 열릴 예정이던 2021년 결승전도 터키의 코로나19 대유행으로 인해 장소를 옮겨야 했을 때, 2023년 결승전은 대신 이스탄불에 주어졌다. 뮌헨은 이제 2025년 결승전을 개최할 것다.
우승자는 자동으로 2023–24년 UEFA 챔피언스리그 조별 예선에 진출할 자격을 얻게 되며, 2023년 UEFA 슈퍼컵에서 2022–23년 UEFA 유로파리그 우승팀과 경기할 권리와 2023년 FIFA 클럽 월드컵 참가할 권리를 얻게 된다.

## 팀
| 팀               | 이전 결승전 경력 (굵은 글씨는 우승을 뜻한다.) |
| ---------------- | --------------------------------------------- |
| 맨체스터 시티    | 1 (2021)                                      |
| 인테르나치오날레 | 5 (1964, 1965, 1967, 1972, 2010)              |

## 개최지
이것은 아타튀르크 올림픽 스타디움에서 열리는 두 번째 UEFA 챔피언스 리그 결승전이 될 것이다. 첫 번째는 2005년에 개최되었다.

### 개최국 선정
2019년 2월 22일 UEFA는 2022년 및 2023년 UEFA 챔피언스 리그 결승전 장소를 선정하기 위해 공개 입찰 프로세스를 시작했다. 협회는 2019년 3월 22일까지 관심을 표명해야 했으며 입찰 서류는 2019년 7월 1일까지 제출해야 했다.
입찰 협회가 UEFA에 의해 확인되지는 않았지만, 독일 축구 협회는 2021년 결승전에서 우승하지 못할 경우 뮌헨의 알리안츠 아레나와 입찰한 것으로 보고되었다.
알리안츠 아레나는 2019년 9월 24일 슬로베니아 류블랴나에서 열린 UEFA 집행위원회 회의에서 2021년과 2023년 UEFA 챔피언스 리그 결승전 개최지로 선정되었다.
2020년 6월 17일, UEFA 집행위원회는 2020년 결승전의 연기 및 재배치로 인해 뮌헨이 대신 2023년 결승전을 개최한다고 발표했다. 그러나 2021년 결승전이 이스탄불에서 이전되었기 때문에 2023년 결승전을 개최하게 되었다. 뮌헨은 대신 2025년 결승전을 개최할 것이다.

## 결승으로 가는 길
Note: 아래 모든 결과들에서, 결승 진출팀의 스코어는 먼저 표기된다(H: 안방; A: 원정).
| 순위 | 팀            | 경기 | 승점 |
| ---- | ------------- | ---- | ---- |
| 1    | 맨체스터 시티 | 6    | 14   |
| 2    | 도르트문트    | 6    | 9    |
| 3    | 세비야        | 6    | 5    |
| 4    | 코펜하겐      | 6    | 3    |

| 순위 | 팀               | 경기 | 승점 |
| ---- | ---------------- | ---- | ---- |
| 1    | 바이에른 뮌헨    | 6    | 18   |
| 2    | 인테르나치오날레 | 6    | 10   |
| 3    | 바르셀로나       | 6    | 7    |
| 4    | 빅토리아 플젠    | 6    | 0    |

## 경기
| 맨체스터 시티 | 1 - 0 | 인테르나치오날레 |
| ------------- | ----- | ---------------- |
| 로드리 68′    |       |                  |

| 맨체스터 시티 | 인테르 밀라노 |

| GK            | 31 | 에데르송          |  |     |
| CB            | 25 | 마누엘 아칸지     |  |     |
| CB            | 3  | 후벵 디아스       |  |     |
| CB            | 6  | 나탄 아케         |  |     |
| CM            | 5  | 존 스톤스         |  | 82′ |
| CM            | 16 | 로드리            |  |     |
| RW            | 20 | 베르나르두 실바   |  |     |
| AM            | 17 | 케빈 더 브라위너  |  | 36′ |
| AM            | 8  | 일카이 귄도안 (c) |  |     |
| LW            | 10 | 잭 그릴리시       |  |     |
| CF            | 9  | 엘링 홀란         |  |     |
| 교체 선수:    |    |                   |  |     |
| GK            | 18 | 슈테판 오르테가   |  |     |
| GK            | 33 | 스콧 카슨         |  |     |
| DF            | 2  | 카일 워커         |  | 82′ |
| DF            | 14 | 아이메릭 라포르테 |  |     |
| DF            | 21 | 세르히오 고메스   |  |     |
| DF            | 82 | 리코 루이스       |  |     |
| MF            | 4  | 캘빈 필립스       |  |     |
| MF            | 32 | 막시모 페로네     |  |     |
| MF            | 47 | 필 포든           |  | 36′ |
| MF            | 80 | 콜 파머           |  |     |
| FW            | 19 | 훌리안 알바레스   |  |     |
| FW            | 26 | 리야드 마레즈     |  |     |
| 감독:         |    |                   |  |     |
| 펩 과르디올라 |    |                   |  |     |

| GK            | 24 | 앙드레 오나나           |  |     |
| CB            | 36 | 마테오 다르미안         |  | 84′ |
| CB            | 15 | 프란체스코 아체르비     |  |     |
| CB            | 95 | 알레산드로 바스토니     |  | 76′ |
| RM            | 2  | 덴절 뒴프리스           |  | 76′ |
| CM            | 23 | 니콜로 바렐라           |  |     |
| CM            | 77 | 마르첼로 브로조비치 (c) |  |     |
| CM            | 20 | 하칸 찰하노을루         |  | 84′ |
| LM            | 32 | 페데리코 디마르코       |  |     |
| CF            | 10 | 라우타로 마르티네스     |  |     |
| CF            | 9  | 에딘 제코               |  | 57′ |
| 교체 선수:    |    |                         |  |     |
| GK            | 1  | 사미르 한다노비치       |  |     |
| GK            | 21 | 알렉스 코르다즈         |  |     |
| DF            | 6  | 스테판 더 프레이        |  |     |
| DF            | 12 | 라울 벨라노바           |  | 76′ |
| DF            | 33 | 다닐로 담브로지오       |  | 84′ |
| DF            | 37 | 밀란 슈크리니아르       |  |     |
| MF            | 5  | 로베르토 갈리아르디니   |  |     |
| MF            | 8  | 로빈 고젠스             |  | 76′ |
| MF            | 14 | 크리스티안 아슬라니     |  |     |
| MF            | 22 | 헨리흐 므히타랸         |  | 84′ |
| FW            | 11 | 호아킨 코레아           |  |     |
| FW            | 90 | 로멜루 루카쿠           |  | 57′ |
| 감독:         |    |                         |  |     |
| 시모네 인차기 |    |                         |  |     |

| 부심: 파베우 소콜니츠키 (폴란드) 토마시 리스트키에비치 (폴란드) 대기심: 이슈트반 코바치 (루마니아) 예비 대기심: 바실레 마리네스쿠 (루마니아) 비디오 보조 심판(VAR): 토마시 크비앗코프스키 (폴란드) 보조 VAR 심판: 바르토시 프란코프스키 (폴란드) 보조 VAR 심판: 마르코 프리츠 (독일) | 경기 규칙 - 전후반 90분 동안 경기를 진행한다. - 전후반 90분 상황에서 동점이면 연장전 30분을 진행한다. - 연장전에서도 동점이면 승부차기를 진행한다. - 교체 선수 명단은 12명까지 올릴 수 있으며 한 팀당 최대 5명까지 교체할 수 있다. 연장전에 들어간 경우에는 최대 6명까지 교체할 수 있다. 각 팀에게는 3번의 선수 교체 기회가 주어지며 연장전에 한해 4번째 선수 교체 기회가 주어진다. 단 하프타임, 연장전 시작 이전, 연장전 하프타임에 일어난 선수 교체는 제외된다. |

- 최우수 선수:  ()

| 부심: () 대기심: () 비디오 보조심판(VAR): () 보조 비디오 보조심판(VAR): () () | 경기 규칙 - 전후반 90분 동안 경기를 진행한다. - 전후반 90분 상황에서 동점이면 연장전 30분을 진행한다. - 연장전에서도 동점이면 승부차기를 진행한다. - 교체 선수 명단은 12명까지 올릴 수 있으며 한 팀당 최대 5명까지 교체할 수 있다. 연장전에 들어간 경우에는 최대 6명까지 교체할 수 있다. 각 팀에게는 3번의 선수 교체 기회가 주어지며 연장전에 한해 4번째 선수 교체 기회가 주어진다. 단 하프타임, 연장전 시작 이전, 연장전 하프타임에 일어난 선수 교체는 제외된다. |

## 같이 보기
- 2022-23년 UEFA 챔피언스리그
- 2023 UEFA 유로파리그 결승전
- 2023 UEFA 유로파컨퍼런스리그 결승전
- 2023년 UEFA 슈퍼컵